# Marathon-Tula
Marathon-Tula Cycling Team - трековая команда UCI, созданная в начале 2017 года.

## История
Проект создан по инициативе губернатора Тульской области Алексея Дюмина и президента инвестиционной компании Marathon Group Александра Винокурова с целью поддержки и развития российского велоспорта. Вторым спонсором команды с 2018 года является ВСМПО-АВИСМА.
В состав команды входят гонщики Тульской области и других регионов России. Команда выступает на треке и шоссе.
Первую трековую лицензию UCI команда Marathon-Tula получила в 2018 году. После этого гонщики команды неоднократно, уже выступая в составе Marathon-Tula, участвовали в этапах Кубка мира.

## Состав команды

### Сезон 2020
| Гонщик             | Дата рождения |
| ------------------ | ------------- |
| Александр Дубченко | 19/02/1995    |
| Артур Ершов        | 07/03/1990    |
| Диана Климова      | 08/10/1996    |
| Даниил Комков      | 11/09/2000    |
| Дмитрий Нестеров   | 11/02/1999    |
| Алексей Носов      | 27/04/1997    |
| Максим Пискунов    | 10/10/1997    |
| Павел Ростов       | 12/01/1999    |
| Тамара Дронова     | 13/08/1993    |
| Серафима Гришина   | 06/03/1999    |
| Андрей Сазанов     | 25/01/1994    |
| Евгений Сердюков   | 05/03/2001    |
| Михаил Вьюношев    | 24/11/2001    |

### Сезон 2019
| Гонщик             | Дата рождения |
| ------------------ | ------------- |
| Мария Аверина      | 04/10/1993    |
| Александр Дубченко | 19/02/1995    |
| Артур Ершов        | 07/03/1990    |
| Николай Журкин     | 05/05/1991    |
| Владимир Ильченко  | 30/04/1996    |
| Диана Климова      | 08/10/1996    |
| Евгений Ковалёв    | 06/03/1989    |
| Даниил Комков      | 11/09/2000    |
| Дмитрий Нестеров   | 11/02/1999    |
| Алексей Носов      | 27/04/1997    |
| Максим Пискунов    | 10/10/1997    |
| Павел Ростов       | 12/01/1999    |
| Максим Сухов       | 18/03/1997    |

## Достижения
2017
Чемпионат Европы (трек), Берлин, 
2-й — гонка на выбывание — Максим Пискунов
2018
Чемпионат Европы (трек), Глазго, 
2-я — мэдисон, Диана Климова
Кубок мира 2017/2018 (трек), Прушков
1-я — скрэтч — Мария Аверина
2019
Европейские игры (трек), Минск
3-я — мэдисон, —  Диана Климова (с Марией Новолодской)
2020
Кубок мира 2019/2020 (трек), Глазго
3-я — скрэтч — Диана Климова
Чемпионат России (шоссе)
 1-я — групповая гонка — Диана Климова
3-я — индивидуальная гонка — Тамара Дронова